# أميمة بنت صبيح
أميمة بنت صبيح، هي أم أبي هريرة.

## حياتها
اختلف في اسمها، قيل أن اسمها ميمونة، وقيل: أميمة، وقيل: أمينة، وقيل: صفية، وهي بنت صبيح (أو صفيح) بن الحارث بن سابى بن أبي صعب بن هنية الدوسية، وقال أبو محمد بن قتيبة: «كان سعيد بن صبيح خال أبي هريرة من أشد الناس». ونشأ أبو هريرة يتيمًا حيث توفي والده وهو صغير، وعاش في كنف أمه.
وأخرج أبو موسى في الذيل، عن محمد بن سيرين، عن أبي هريرة أن عمر بن الخطاب دعاه ليستعمله فأبى أن يعمل له؛ فقال: «أتكره العمل وقد طلبه من كان خيرًا منك!»، قال: «من؟»، قال: «يوسف بن يعقوب عليهما السلام»، فقال أبو هريرة: «يوسف نبيّ ابن نبي، وأنا أبو هريرة بن أميمة، أخشى ثلاثًا واثنين»، فقال عمر: «ألا قلت خمسًا؟»، قال: «أخشى أن أقول بغير علم، أو أقضى بغير حق، وأن يضرب ظهري، ويشتم عرضي، وينزع مالي». قال ابن حجر العسقلاني: «سندُه ضعيف جدًا، ولكن أخرجه عبد الرزاق، عن معمر؛ عن أيوب، فقوي، وكان عمر استعمل أبا هريرة على البحرين.».
وأخرج مسلم، من طريق يونس بن محمد، عن عكرمة بن عمار، عن أبي كثير يزيد بن عبد الرحمن، حدثني أبو هريرة قال: كنْتُ أدعوا أمِّي إلى الإسلام وهي مشركةٌ فدعوتُها يومًا، فأسمعتني في رسول الله  ما أكره، فأتيتُ رسول الله  وأنا أبكي، فقلت: «يا رسول الله، إني كنتُ أدعو أمي إلى الإسلام فتأبى عليّ، وإني دعوتُها اليوم فأسمعتني فيك ما أكره، فادعُ الله أن يهدي أمَّ أبي هريرة»، فقال: «اللَّهُمَّ اهْدِ أمَّ أبِي هُرَيْرَةَ»، فخرجتُ مستبشرًا بدعوة رسول الله ؛ فلما جئتُ قصدتُ إلى الباب، فإذا هو مجاف، فسمعَت أمِّي حس قدمي، فقالت: مكانك يا أبا هريرة: وسمعتُ حَصْحصة الماء؛ قال: ولبست درعها وأعجلت عن خمارها، ففتحت الباب، وقالت: «يا أبا هريرة، أشهد أن لا إله إلا الله، وأشهد أن محمدًا رسول الله»، قال: فرجعت إلى رسول الله  فأخبرته، فحمد الله، وقال خيرًا.